# 辻村 (人名)
辻村（つじむら）は、日本人の姓の１つ。

## 概要
発祥の1つに、京都の男山に所在する石清水八幡宮の社家である橘姓の辻村氏がある。また、後堀河天皇の時代、摂津国兵庫に辻村新兵衛という者があり、鎌倉幕府に召され、船法三十一ヶ条（廻船式目）を定めたという。この他、大和国十津川郷沼田原村、河内国交野郡尊延寺村や、信濃国などにも辻村氏が見える。
現代における辻村氏の分布としては、東海地方から関西地方に集中しており、とりわけ愛知県岡崎市から静岡県浜松市にかけての地域において多く見られるとされる。静岡県内においては、浜松市に多いという。
家紋は、陰組み合わせ八重桔梗。

## 主な人物
- 辻村茂兵衛（江戸時代前期の絵師）
- 辻村高平（江戸時代前期の刀工）
- 辻村伊助（明治・大正時代の登山家）
- 辻村松華（明治・大正時代の漆芸家）
- 辻村乙未（大正時代の小説家）
- 辻村みちよ（大正・昭和時代の農学者）
- 辻村太郎（大正・昭和時代の地理学者）
- 辻村公一（昭和・平成時代の哲学者）
- 辻村江太郎（昭和・平成時代の経済学者）
- 辻村寿三郎（昭和・平成時代の人形師）